# Lampruna rosea
Lampruna rosea är en fjärilsart som beskrevs av William Schaus 1894. Lampruna rosea ingår i släktet Lampruna och familjen björnspinnare. Inga underarter finns listade i Catalogue of Life.